# Região de Koshinetsu

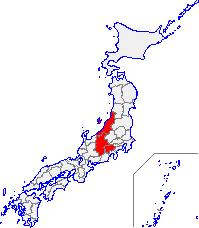
Mapa da região

Koshinetsu (em japonês: 甲信越 transl. Kōshin'etsu) é uma sub-região de Chubu, no Japão e que consiste nas províncias de Yamanashi, Nagano e Niigata. É a abreviatura dos nomes das  antigas províncias, Kai, Shinano e Echigo.

## Geografia

### Prefeituras e Cidades
A região de Koshinetsu é constituída de três províncias e 51 cidades.
- Prefeitura de Yamanashi : Enzan, Fujiyoshida, Fuefuki, Hokuto, Kofu (capital), Kai, Minami-arupusu, Nirasaki, Otsuki, Tsuru, Yamanashi
- Prefeitura de Nagano : Azumino, Chikuma, Chino, Iida, Iiyama, Ina, Komagane, Komoro, Matsumoto, Nagano, Nakano, Okaya, Omachi, Saku, Shiojiri, Suwa, Suzaka, Tomi, Ueda
- Prefeitura de Niigata : Agano, Gosen, Itoigawa, Joetsu, Kamo, Kashiwazaki, Minamiuonuma, Mitsuke, Murakami, Myoko, Nagaoka, Niigata (capital), Niitsu, Ojiya, Sado, Sanjo, Shibata, Shirone, Tochio, Tokamachi, Toyosaka, Tsubame, Uonuma